# 11322 Аквамарин
11322 Аквамари́н (1995 QT, 1968 OK1, 1998 FR39, 1999 LF10, 11322 Aquamarine) — астероїд головного поясу, відкритий 23 серпня 1995 року.
Тіссеранів параметр щодо Юпітера — 3,309.